# United States Northern Command
Das United States Northern Command (USNORTHCOM; deutsch Nördliches Kommando der Vereinigten Staaten) ist eines der elf Unified Combatant Command der US-Streitkräfte.

## Zuständigkeit und Auftrag

Zuständigkeitsbereich des NORTHCOM (lila)

NORTHCOM wurde im Jahre 2002, im Zuge einer der größten Reformen des US-amerikanischen Militärs, geschaffen, um einerseits die armeeinterne Zuständigkeit für Nordamerika zu übernehmen und andererseits militärische und zivile Behörden in der Heimatverteidigung auf allen föderalen Ebenen zu unterstützen. Gerade dieser Schritt wurde jedoch als Verstoß gegen die US-amerikanische Verfassung sowie gegen den Posse Comitatus Act, der eine strenge Trennung von Polizei und Militär vorsieht, kritisiert.
Zurzeit arbeiten ungefähr 1.200 Angehörige des Militärs sowie Zivilisten für NORTHCOM. Laut Gesetz darf jede Einheit oder militärische Behörde so lange diesem Regionalkommando unterstellt werden, wie sie zur Erfüllung dessen Aufgaben benötigt wird.
Im Moment stellt der Befehlshaber des Northern Command eine Personalunion mit dem Befehlshaber des North American Aerospace Defense Command (NORAD, dt. Nordamerikanisches Luft- und Weltraum-Verteidigungskommando) dar. Beide Kommandos sind auf der Peterson Air Force Base in Colorado Springs (Colorado) stationiert.
NORTHCOM ist zuständig für den größten Teil Nordamerikas, genauer von der US-amerikanisch-mexikanischen Grenze bis zu den kanadischen Territorien in der Arktis. Die Zuständigkeit für Alaska hingegen teilen sich NORTHCOM und das United States Pacific Command (PACOM). Genauso verfährt man mit Grönland in Zusammenhang mit dem United States European Command (EUCOM). Hawaii untersteht dagegen dem PACOM.

## Unterstellte Kommandos
- Joint Forces Headquarters National Capital Region (JFHQ-NCR), mit Hauptquartier in Fort McNair in Washington, D.C. ist verantwortlich für Heimatverteidigung des Großraums der Hauptstadt, Maryland und Virginia, für die Zusammenarbeit mit zivilen Behörden und das nationale Krisenmanagement in dieser Region.

- Joint Task Force Alaska (JTF-AK) mit Hauptquartier auf der Elmendorf Air Force Base im US-Bundesstaat Alaska, koordiniert die Landesverteidigung und Zivilverteidigung in Zusammenarbeit mit entsprechenden Zivilbehörden, obwohl Teil des zum US Pacific Command (PACOM) gehörenden US Alaskan Command (ALCOM) ist dieser Verband auch gleichzeitig die Heimatverteidigungskomponente des NORTHCOM[1].

- Joint Task Force Civil Support (JTF-CS) in Fort Monroe (Virginia), koordiniert die Zusammenarbeit mit Zivilbehörden im Bereich Krisenmanagement und Terrorismusbekämpfung („Civil Support“).

- Joint Task Force North (JTF North) mit Hauptquartier auf dem Biggs Army Airfield in Fort Bliss, Texas, ist eine Einheit des Militärs, welche die nationalen Strafverfolgungsbehörden in CONUS in ihrer täglichen Arbeit und bei nationalen Bedrohungen militärisch unterstützen soll.

- Standing Joint Force Headquarters North (SJFHQ-N) (Stehendes Hauptquartier Vereinigte Streitkräfte Nord) mit Hauptquartier auf der Peterson Air Force Base im US-Bundesstaat Colorado, fungiert als Planungs- und Bewertungsstab des Befehlshabers der NORTHCOM (Commander’s Assessment Element (CAE)).

- Army North (USARNORTH) mit Hauptquartier in Fort Sam Houston, Texas, ist das Army-Komponentenkommando des NORTHCOM.

- Air Force North, mit Hauptquartier auf der Tyndall Air Force Base nahe Panama City, im US-Bundesstaat Florida, bildet das Air-Force-Komponentenkommando des NORTHCOM und die Einsatzkomponente des gemeinsamen North American Aerospace Defense Command (NORAD) mit Kanada. Sie besteht aus der 1st Air Force (1. Luftflotte) und gehört administrativ und technisch zum Air Combat Command.

- Special Operations Command North (SOCNORTH), mit Hauptquartier auf der Peterson Air Force Base, soll die Special Operations Division ersetzen, welche früher alle Tätigkeiten der Spezialeinheiten koordinierte.

## Führung
| Nr. | Name                                     | Bild | Beginn der Berufung | Ende der Berufung |
| --- | ---------------------------------------- | ---- | ------------------- | ----------------- |
| 10  | General Gregory M. Guillot (USAF)        |      | 5. Februar 2024     | amtierend         |
| 9   | General Glen D. VanHerck (USAF)          |      | 20. August 2020     | 5. Februar 2024   |
| 8   | General Terrence J. O’Shaughnessy (USAF) |      | 24. Mai 2018        | 20. August 2020   |
| 7   | General Lori J. Robinson (USAF)          |      | 13. Mai 2016        | 24. Mai 2018      |
| 6   | Admiral William E. Gortney (USN)         |      | 7. Dezember 2014    | 13. Mai 2016      |
| 5   | General Charles H. Jacoby, Jr. (USA)     |      | 3. August 2011      | 7. Dezember 2014  |
| 4   | Admiral James A. Winnefeld, Jr. (USN)    |      | 19. Mai 2010        | 3. August 2011    |
| 3   | General Victor E. Renuart, Jr. (USAF)    |      | 23. März 2007       | 19. Mai 2010      |
| 2   | Admiral Timothy J. Keating (USN)         |      | 5. November 2004    | 23. März 2007     |
| 1   | General Ralph E. Eberhart (USAF)         |      | 22. Oktober 2002    | 5. November 2004  |